# Francesco Venier
Pour les articles homonymes, voir Venier.
Francesco Venier (né en 1489 à Venise et mort le 2 juin 1556 dans la même ville) est le 81e doge de Venise élu en 1554, son dogat dure jusqu'en 1556.
Les Veniero ont fourni avec Antonio Venier (1382-1400), Francesco Venier et Sebastiano Venier (1577-1578) trois doges, ainsi que 18 procureurs et des amiraux.

## Biographie
Francesco Venier est le fils ainé de Giovanni et Maria Loredan. Tout jeune, il se consacre au commerce en Orient, s'enrichissant et faisant partie des hommes les plus riches de la république de Venise. Au service de la République, il occupe de nombreuses fonctions d'administartion, il est podestat de Padoue et Vérone, ainsi qu'ambassadeur au Vatican auprès du pape Paul III. Il devient sénateur mais sa candidature au poste de procurateur de Saint-Marc est repoussée cinq fois.
Malgré ce mauvais point, à la mort de Marcantonio Trivisano, il réussit à être élu le 11 juin 1554.

### Le dogat

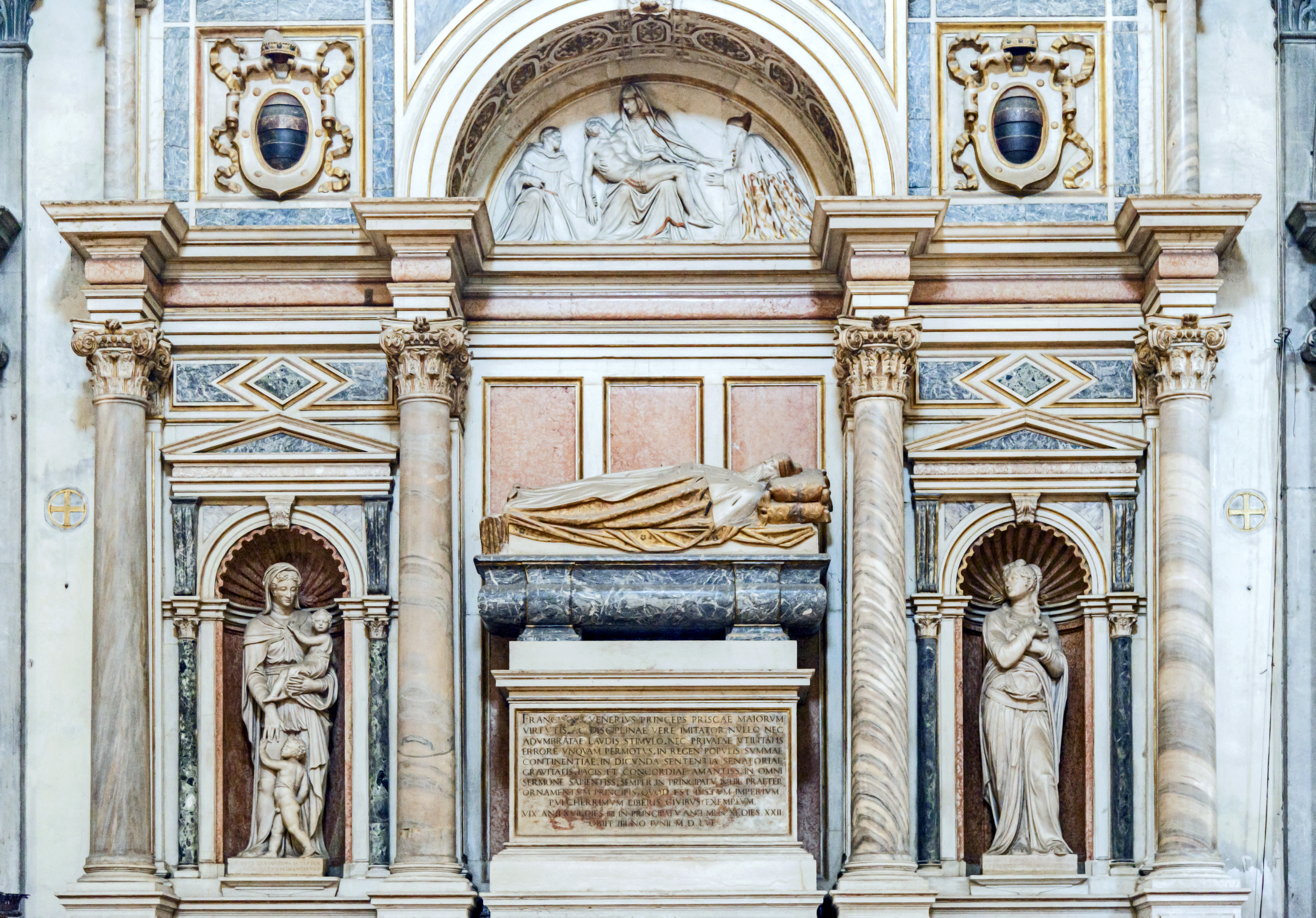
Tombeau de Francesco Venier.

Vieux et malade lors de son élection, il n'apporte rien à l'administration de l'état et préfère jouir de sa richesse, faisant étalage de luxe.
Cette attitude, en période de crise, n'est pas appréciée par le peuple qui rapidement le hait. Pendant ces deux années, il n'y a pas de faits notables si ce n'est quelques visites d'états et une période de famine qui frappe la ville.
Francesco Venier meurt le 2 juin 1556 sans être pleuré par le peuple qui le tient pour responsable de la situation économique déplorable.
Son tombeau de marbre coloré se trouve dans l'église San Salvador. Il a été conçu selon les projets de Jacopo Sansovino entre 1557 et 1561 et comprend un relief avec la représentation d'une Pietà et une statue de la personnification de la foi, d'Alessandro Vittoria.

## Sources
- (it) Cet article est partiellement ou en totalité issu de l’article de Wikipédia en italien intitulé « Francesco Venier » (voir la liste des auteurs).

- (it) Cet article est partiellement ou en totalité issu de l’article de Wikipédia en italien intitulé « Francesco Venier » (voir la liste des auteurs).